# 松島ウォルターブラウン
松島ウォルターブラウン（まつしま ―ウォルターブラウン、MATSUSHIMA Walterbrown、1975年10月13日 - ）は、アメリカ合衆国出身のプロバスケットボール選手。ポジションはフォワード。200cm、95kg。日本人の祖母を持つ。

## 来歴
ボストン大学卒業後、フランス、スイスのプロリーグを経て、2002年、横浜ギガキャッツに入団。
2004年、日本国籍を取得し、三菱電機に入団。
2006年世界選手権の日本代表候補にも選ばれた。
2013年、三菱電機を引退。